# Elaphe carinata
Elaphe carinata är en ormart som beskrevs av Günther 1864. Elaphe carinata ingår i släktet Elaphe och familjen snokar.
Arten förekommer i sydöstra Kina, på Taiwan, på de japanska Senkakuöarna och i norra Vietnam. Honor lägger ägg.

## Underarter
Arten delas in i följande underarter:
- E. c. carinata
- E. c. deqenensis
- E. c. yonaguniensis